# IJsland op het Eurovisiesongfestival 2025
IJsland neemt deel aan het Eurovisiesongfestival 2025 in Bazel, Zwitserland. Het is de 37ste deelname van het land op het Eurovisiesongfestival. RUV is verantwoordelijk voor de IJslandse bijdrage voor de editie van 2025.

## Selectieprocedure
Söngvakeppnin 2025 diende opnieuw als nationale finale voor de IJslandse Songfestivalinzending. Aan de hand van twee halve finales vanuit de RTV Studios in Reykjavik werd een kandidaat gekozen in de grote finale op 22 februari 2025.
Voor de eerste keer sinds 2012, was er geen superfinale op het einde van de show. De winnaar, "Róa" door Væb, werd gekozen door een zevenkoppige jury panel (50%) en een publieke voting (50%). Onder meer Sietse Bakker en Niamh Kavanagh (winnaar in 1993) zetelden in de jury.
|         | Artiest       | Lied            | Jury | Televoting | Televoting | Televoting | Totaal | Plaats |
| Stemmen | Artiest       | Lied            | Jury | Percentage | Punten     |            | Totaal | Plaats |
| ------- | ------------- | --------------- | ---- | ---------- | ---------- | ---------- | ------ | ------ |
| 1       | Ágúst         | "Like You"      | 45   | 9,104      | 6.9%       | 23         | 68     | 6      |
| 2       | Bjarni Arason | "Aðeins lengur" | 44   | 15,266     | 11.6%      | 39         | 83     | 4      |
| 3       | Júlí and Dísa | "Fire"          | 63   | 29,010     | 22.0%      | 74         | 137    | 3      |
| 4       | Væb           | "Róa"           | 74   | 36,535     | 27.7%      | 93         | 167    | 1      |
| 5       | Tinna         | "Words"         | 53   | 8,839      | 6.7%       | 22         | 75     | 5      |
| 6       | Stebbi Jak    | "Set Me Free"   | 57   | 33,202     | 25.2%      | 85         | 142    | 2      |

## In Bazel
IJsland was als eerste van de vijftien aantredende acts aan de beurt. In de halve finale van 13 mei 2025 wist Væb zich te plaatsen voor de finale. In de finale zong het duo als 10de act na winnaar Oostenrijk en voor Letland. IJsland verkreeg 0 punten van de jury's en 33 punten van de televoting. Het land eindigde 25ste op 26 finalisten.

#### Punten gegeven door IJsland
| Score     | 1e halve finale |                     | Finale     | Finale |
| Score     | Televoting      | Vakjury             | Televoting |        |
| 12 punten | Zweden          | Zweden              | Polen      |        |
| 10 punten | Noorwegen       | Nederland           | Zweden     |        |
| 8 punten  | Nederland       | Oostenrijk          | Noorwegen  |        |
| 7 punten  | Polen           | Zwitserland         | Estland    |        |
| 6 punten  | Estland         | Noorwegen           | Nederland  |        |
| 5 punten  | België          | Verenigd Koninkrijk | Finland    |        |
| 4 punten  | Oekraïne        | Frankrijk           | Israël     |        |
| 3 punten  | San Marino      | Estland             | Oostenrijk |        |
| 2 punten  | Albanië         | Italië              | Denemarken |        |
| 1 punt    | Portugal        | Finland             | Duitsland  |        |

1986 · 1987 · 1988 · 1989 · 1990 · 1991 · 1992 · 1993 · 1994 · 1995 · 1996 · 1997 · 1998 · 1999 · 2000 · 2001 · 2002 · 2003 · 2004 · 2005 · 2006 · 2007 · 2008 · 2009 · 2010 · 2011 · 2012 · 2013 · 2014 · 2015 · 2016 · 2017 · 2018 · 2019 · 2020 · 2021 · 2022 · 2023 · 2024 · 2025
Albanië · Armenië · Australië · Azerbeidzjan · België · Cyprus · Denemarken · Duitsland · Estland · Finland · Frankrijk · Georgië · Griekenland · Ierland · IJsland · Israël · Italië · Kroatië · Letland · Litouwen · Luxemburg · Malta · Montenegro · Nederland · Noorwegen · Oekraïne · Oostenrijk · Polen · Portugal · San Marino · Servië · Slovenië · Spanje · Tsjechië · Verenigd Koninkrijk · Zweden · Zwitserland